# Seren del Grappa
Seren del Grappa település Olaszországban, Veneto régióban, Belluno megyében. Lakosainak száma 2326 fő (2023. január 1.). Seren del Grappa Alano di Piave, Arsiè, Valbrenta, Feltre, Fonzaso, Pieve del Grappa és Quero Vas községekkel határos.

## Népesség
A település lakossága az elmúlt években az alábbi módon változott:
| Lakosok száma | 2453 | 2448 | 2326 |
|               | 2017 | 2018 | 2023 |